# Eduardo Castellanos
Eduardo Castellanos Fuillerat, conocido en el mundo aeronáutico como "El Pira", nace en Granada el día 13 de octubre de 1948 y fallece en el aeródromo de Sanchidrián, provincia de Ávila, el día 3 de septiembre de 1984, en accidente aéreo, al impactar contra el suelo el avión acrobático Zlín Trener Master EC-CVA en el que efectúa  ejercicios de entrenamiento en acrobacia aérea en compañía de Ricardo Conti Aicardi, piloto comercial e instructor en la especialidad, igualmente fallecido en el accidente.
En el momento del fallecimiento cuenta 35 años de edad, próximo a cumplir 36, y es padre de una hija y un hijo, ambos de corta edad.

## Formación
Eduardo Castellanos Fuillerat realiza los estudios de Licenciatura en Educación Física en el entonces INEF, actual Facultad de Ciencias de la Actividad Física y del Deporte, de la Universidad Politécnica de Madrid, formando parte de la segunda promoción, años 1968-1972.
Dentro de su formación, y de acuerdo a lo establecido para estudiantes universitarios, realiza el servicio militar obligatorio en el marco de las Milicias Universitarias, siendo reconocido como Sargento de Complemento con antigüedad de 1 de enero de 1973, ocupando la plaza sexta del escalafón de un total de 1479 Sargentos de Complemento del Arma de Infantería.
Estando cursando sus estudios académicos realiza el curso de paracaidismo deportivo en la entonces Sección de Paracaidismo del RACE, en el aeródromo de Cuatro Vientos, obteniendo el título de Paracaidista Deportivo n.º 456 con fecha de 17 de octubre de 1972. (Imagen lateral).
El vínculo con el paracaidismo deportivo, con el deporte aéreo en, prácticamente, todas sus especialidades, se mantendrá ya de modo permanente en su vida, resultando significativa su tesina o trabajo de fin de licenciatura que presenta en el curso 1982-1983 sobre este deporte, con el título Paracaidismo: Vuelo Humano.

### Formación aeronáutica
Dentro de los diversos cursos de formación aeronáutica en que participa destacan:
- Curso para la obtención de la calificación de «Instructor de paracaidista civil» para las Asociaciones privadas de paracaidismo. Escuela Militar de Paracaidistas «Méndez Parada», Alcantarilla (Murcia), marzo de 1973.[8]

## Deportes aéreos

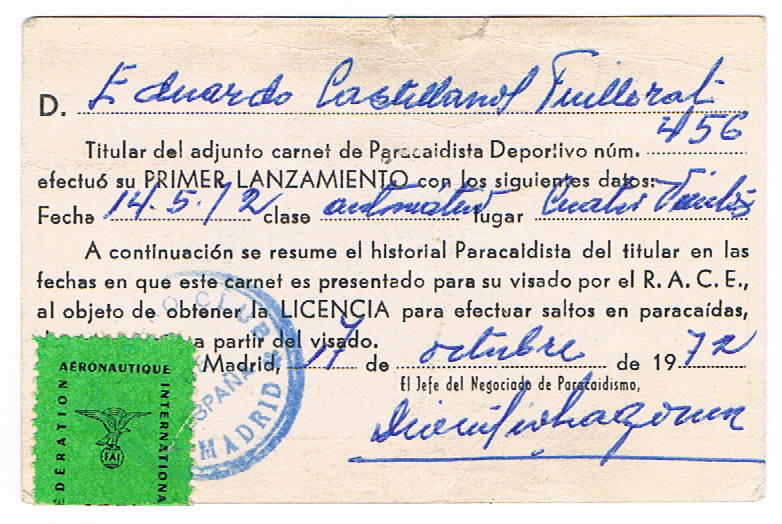
Título de Paracaidista Deportivo

Tras la obtención del título de paracaidista deportivo continúa su vínculo con el paracaidismo, versando sobre esta disciplina su tesina ya señalada, una vinculación que compagina con otras actividades laborales y deportivas, específicamente con deportes de invierno.[cita requerida]
La relación con los deportes aéreos se acrecienta con la dedicación a otras especialidades, iniciándose en el vuelo libre o vuelo en ala delta en el nacimiento de la especialidad, posteriormente en la aerostación, protagonizando y asistiendo activamente a la concepción y definición de todos ellos y, en clara conexión con el ala delta, involucrado en el inicio de los ultraligeros motorizados, siendo uno de los primeros usuario del trikes o ala delta motorizada, controlada por desplazamiento del centro de gravedad, o del Pterodactyl Ascender, del que se vendieron 1396 unidades en forma de kit entre los años 1979 y 1984, siendo uno de los diseños más influyentes en la aviación ultraligera.
Una actividad y relación con los aviación ultraligera, de la que es considerado pionero  en España, que lo vinculará con los órganos rectores del deporte aéreo español, Dirección General de Aviación Civil, Real Federación Aeronáutica Española, entonces FENDA, Federación Nacional de Deportes Aéreos, y Real Aero Club de España, participando activamente en los procesos de normalización del aprendizaje, métodos de titulación, entrenamiento y uso de estos nacientes sistemas aéreos.[cita requerida]
Proceso de normalización que ya había iniciado en el paracaidismo deportivo, siendo ejemplo de ello las Fichas técnicas y pedagógicas de paracaidismo deportivo que publica siendo Jefe de Instructores del Centro Escuela de Madrid, de la Sección de Paracaidismo del RACE, y que serán la referencia y guía que dirigirá y posiblitará el desarrollo del paracaidismo de caída libre, skydive, y el trabajo relativo, durante las siguientes décadas.
Inmerso en este proceso, es nombrado secretario técnico del Real Aero Club de España, obteniendo el título de piloto privado e iniciándose en la acrobacia aérea, en una muy estrecha relación con el Club Acrobático José Luis Aresti y el ENVA.

### Festivales Aéreos
Dentro de las variadas actividades que desarrolla, y como compendio de las diversas facetas aéreas que domina, y entre otros, se tiene referencia de un festival aéreo celebrado en el Aeródromo de Cuatro Vientos, en el que participa, además de como organizador, pues es alma mater del Club de Vuelo Libre de Madrid y del Club de Paracaidismo Perseo que lo organizan, como paracaidista y en vuelo libre, realizando el despegue con ala delta suspendida de un globo aerostático hasta alcanzar la altura idónea en que se libera de la sujeción, iniciando el vuelo autónomo hasta el aterrizaje, aunando especialidades en las que actuará como pionero, promotor e innovador, en esta época de los años 70-80 del siglo XX.

## Despedida
Eduardo Castellanos Fuillerat, El Pira, es despedido por su madre, su familia, y una representación de amigos a bordo de la EC-BYQ, acompañando a la Pitts Special EC-CZV, a los mandos de Manuel -Manolo- Valle, desde la que se esparcen sus cenizas funerarias sobre el aeródromo de Sanchidrián.
| Memorial gráfico                             | Memorial gráfico |
| -------------------------------------------- | ---------------- |
| \|                                           |                  |
|                                              |                  |
| Recreación de pasada de despedida de El Pira |                  |

## Reconocimientos

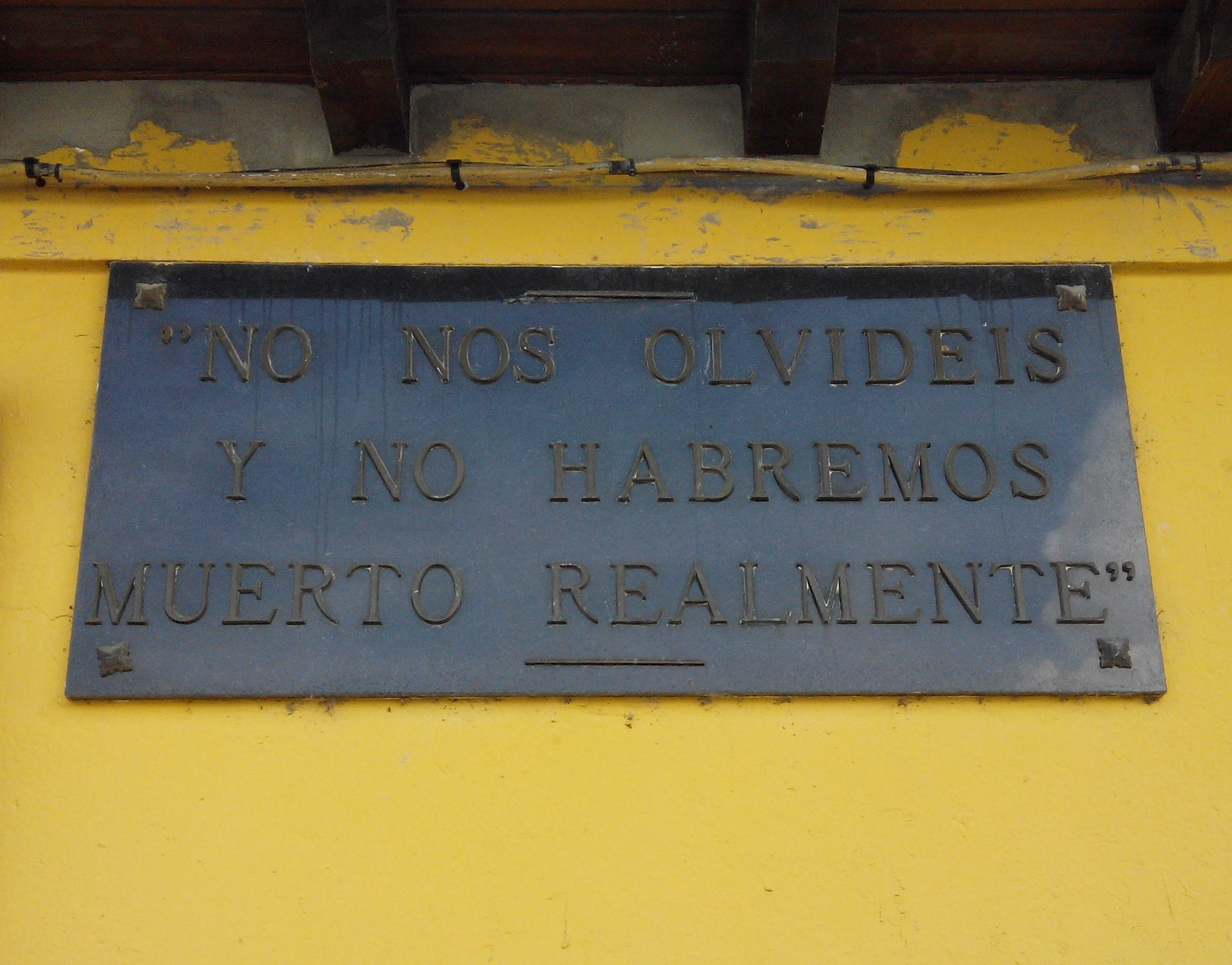

Tras el fallecimiento de Eduardo Castellanos, el Pira, el aeródromo de Villacastín, provincia de Segovia, en cuyo diseño y creación se vio involucrado de la mano de Rafael Gómez Cordobés, su promotor e impulsor, pasa a ser denominado Aeródromo Eduardo Castellanos, Villacastín-LEEV.

“Una vez hayas probado el vuelo
siempre caminarás por la tierra
con la vista mirando al cielo,
porque ya has estado allí
y allí siempre desearás volver” 

Ad astra